# Siiamojärvi
Siiamojärvi är en sjö i Finland. Den ligger i kommunen Pelkosenniemi i landskapet Lappland, i den norra delen av landet, 800 km norr om huvudstaden Helsingfors. Siiamojärvi ligger 159,1 meter över havet. Arean är 35,6 hektar och strandlinjen är 3,98 kilometer lång. Sjön  ingår i Kemi älvs huvudavrinningsområde. 